# Aeschylia latiscapus
Aeschylia latiscapus är en stekelart som beskrevs av Girault 1929. Aeschylia latiscapus ingår i släktet Aeschylia och familjen puppglanssteklar. Inga underarter finns listade i Catalogue of Life.